# Municipio de Kaspi

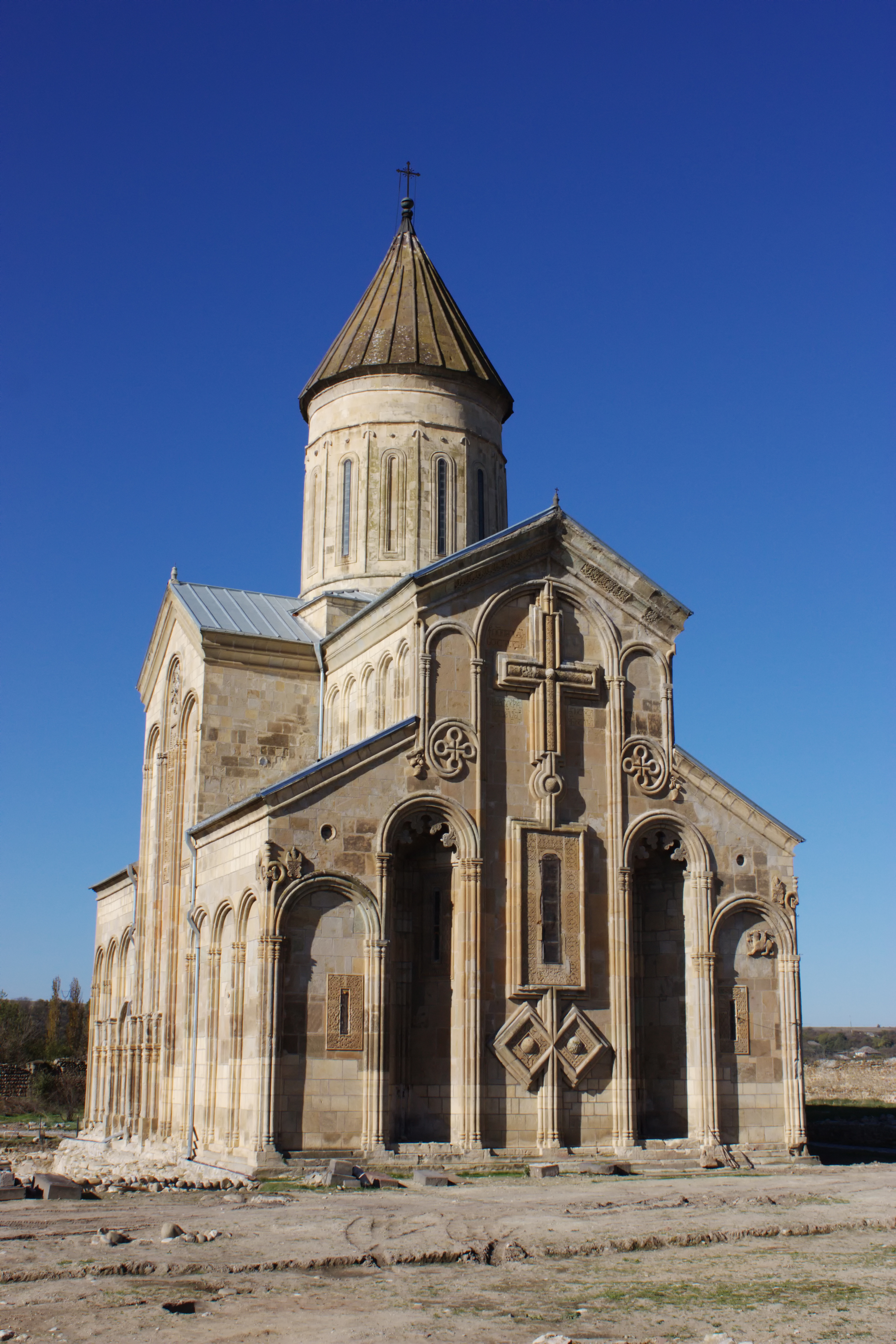

El Municipio de Kaspi (en georgiano: კასპის რაიონი) es un  raion del  región de Shida Kartli en Georgia. Recibió la condición de "distrito" con la República Federal Socialista Soviética de Transcaucasia en 1930. La capital es la ciudad de Kaspi. 
El distrito ocupa la planicie de Shida Kartli que se extiende a ambos lados del río Kura, bordenado la parte sur del Gran Cáucaso por el norte, y la Cordillera Trialeti al sur. Los ríos importantes que cruzan el distrito son el Kura y el Ksani.
En el censo de 2002, la población del distrito es de 52.000 habitantes. En el censo de 2014, la población del distrito es de 43.771 habitantes, 802 km² de extensión y una densidad de población de 54,5 habitantes/km². El distrito tiene 71 aldeas y un pueblo.
La economía del distrito está enfocada a la agricultura, y hay algunas fábricas de materiales de construcción y de vinos y licores.
Hay varios lugares de interés histórico y arquitectónico en el distrito, entre ellos el Monasterio de Rkoni, las iglesias de Samtavisi, Kvatajevi y Catedral de Ertatsminda.

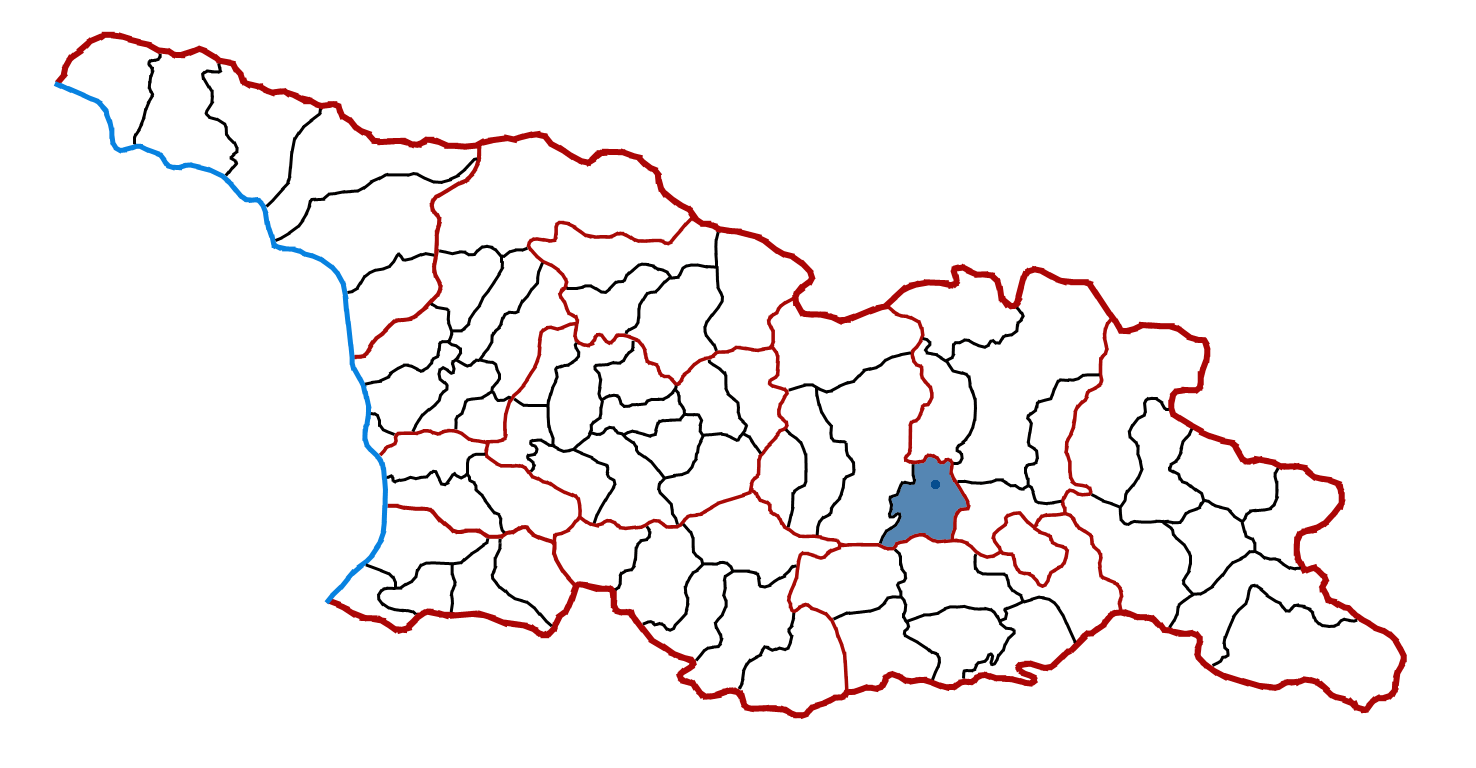
Ubicación del distrito de Kaspi en Georgia